# Міст Лагуна-Гарсон
Міст Лагу́на-Гарсо́н — міст через лагуну Гарсон в однойменному уругвайському селі (департамент Мальдонадо), який сполучає департаменти Мальдонадо та Роча. Є частиною Національної траси № 10.
Міст, який спроєктував Рафаель Віньолі, має незвичну форму персня, що за задумом архітектора має спонукати водіїв пригальмовувати і відтак звертати більше уваги на довколишні краєвиди. За твердженням авторів моста, така конструкція найменш впливає на природний обіг води та рух риби у лагуні.
Міністерство транспорту країни мало плани щодо спорудження мосту через лагуну Гарсон ще у 1950-х, але втілити ці плани не змогло. Згодом спроби налагодити хоч якесь транспортне сполучення у цій місцевості ускладнилися тим, що починаючи з 1976 року лагуна є складовою заповідника Баньядос-дель-Есте і лише з 1995 року (і до 21 грудня 2015 року — відкриття мостового переходу) Національне управління гідрографії Уругваю дозволило перетинати лагуну із використанням плотів.
Анібаль Перейра, мер міста Роча, під час урочистого відкриття мосту Лагуна-Гарсон (22.XII.2015) заявив, що на затвердження проєкту пішло 10 років, а за словами самого Віньолі міністр транспорту та житлово-комунального господарства Віктор Россі (на посаді з березня 2015) відмежовувався від можливості розв'язати питання кошторису, тому що це проєкт «попередньої адміністрації». Врешті-решт 80 % вартості моста (приблизно 10 мільйонів доларів США) профінансувала Las Garzas Blancas SA — компанія аргентинського бізнесмена Едуардо Константіні, а ще два мільйони доларів надійшло з бюджету.